# Alba Patera
Alba Patera je unikátní štítová sopka na povrchu Marsu, která se nachází na severní polokouli v severní oblasti Tharsis, západně od oblasti Tempe Terra, severně od další štítové sopky Ascraeus Mons, severozápadně od sopky Uranius Patera, severovýchodně Abalos Colles, jihozápadně se nachází nejvyšší sopka sluneční soustavy Olympus Mons a na západ pohoří Aceron Fossea. Na severozápadě se pak nachází menší pohoří Arcadia Dorsa.

## Popis
Sopka se nad okolní krajinu zvedá do výšky 6 km se základnou zabírající přes 1600 km (dle jiného zdroje pouze 530 km), což jí řadí na nejmohutnější známou sopku sluneční soustavy v množství lávy tvořící její tělo a velikostí základny (její základna zabírá osmkrát větší oblast než Olympus Mons). Na stěnách sopky je možné pozorovat netypicky dlouhé lávové proudy, které jsou obvykle dlouhé okolo až 100 km (některé přesahují délku až 300 km). Tyto lávové výlevy jsou slabé (z měření délky vrženého stínu vychází pro některé hodnoty okolo 50 metrů) ve srovnání s jinými Marsovskými sopkami a dlouhé, což svědčí o extrémně málo viskózní lávě, která byla produkována po dlouhou dobu. Málo viskózní láva má velikou mobilitu a tak je možné, aby se dostala do velké vzdálenosti od místa erupce. Na vrcholku sopky se nachází sopečná kaldera, která má v průměru přes 100 km.

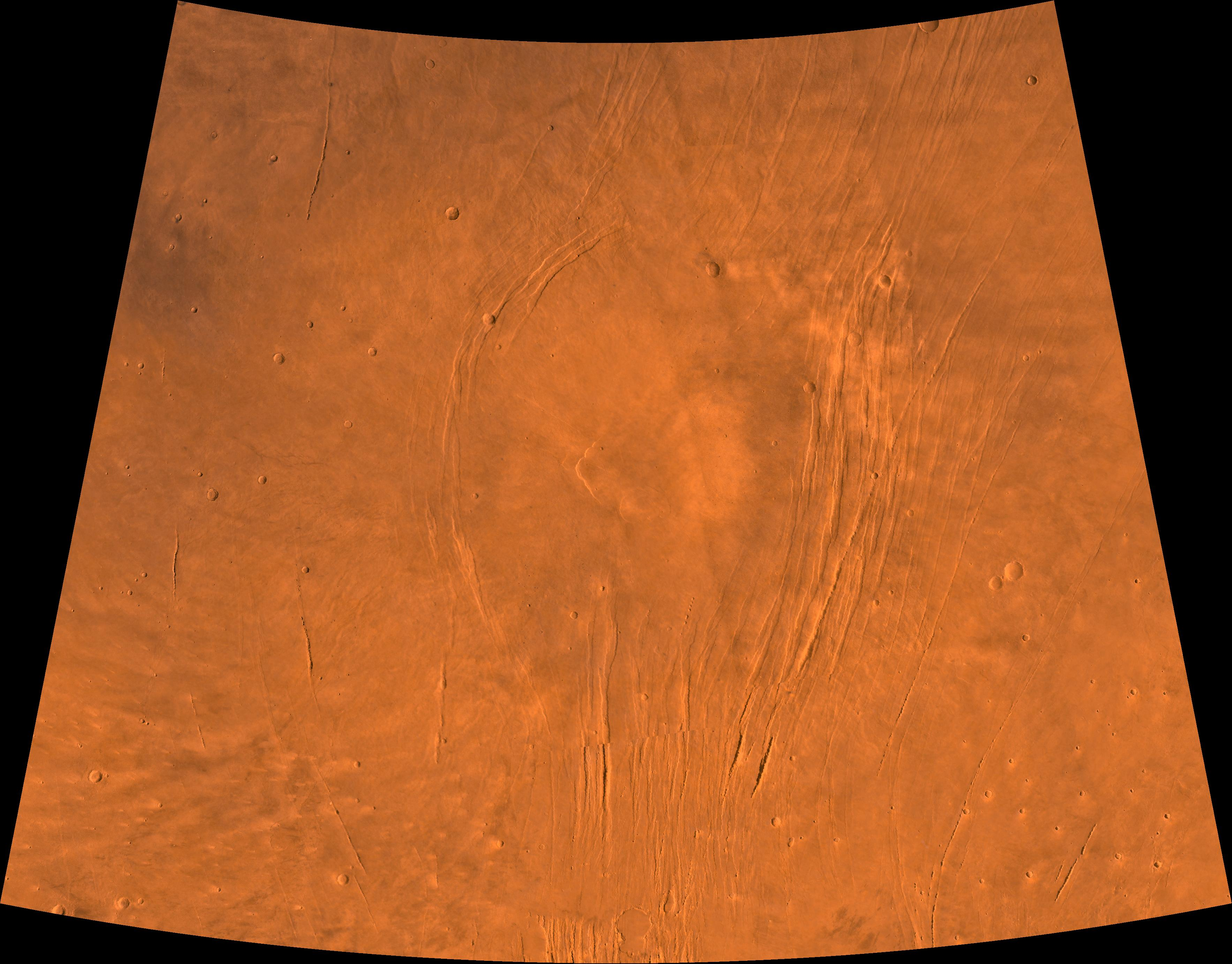
Snímek sopky Alba Patera pořízen sondou Viking

Sopka je lokalizována na sérii zlomů, které se táhnou v jiho-severo až jiho-severovýchodním směru od oblasti Tharsis a zasahují daleko od této oblasti. Podobnou orientaci zlomů má i oblast Tempe Terra, kde se nachází velký počet malých štítových sopek a do které některé menší zlomy od Alba Patera zasahují. Od jihu se k sopce táhne série zlomů nazvaná Ceraunius Fossae, která se zdánlivě rozdvojuje okolo tělesa sopky na západní a východní část. Západní část zlomu se pak nazývá Alba Fossae a východní část Tantalus Fossae. Tyto dvě série zlomů obcházejí sopku a pokračují dále do severních oblastí za oblastí sopky. Mimo tyto hlavní zlomové struktury se zde nachází i velké množství dalších menších zlomů jako například Cyane Catena, Cyane Fossae, Alba Catena, Acheron Catena, Phlegethon Catena atd.
Alba Patera je staršího stáří, než další štítové sopky v oblasti Tharsis, což může napovídat o změně ve stylu sopečných erupcí během historie, jelikož Alba Patera je rozdílná než ostatní velké sopky v oblasti. Alba Patera má poměrně nízký reliéf vzhledem ke svému rozsahu a tak se objevují teorie, které se snaží tento netypický tvar sopky vysvětlit. Jedna z teorií se zaobírá myšlenkou, že došlo k propadu vrcholku sopky do vyprázdněného magmatického krbu, ale o tomto poklesu, jenž by musel být obrovský, nebyly nalezeny zatím žádné důkazy. Další teorie je spojena s přítomností pyroklastického materiálu, který by se projevoval explozivním typem erupce a tím by mohl zničit část sopky.
Pojmenována byla v roce 1973 dle klasického albedového jména z latiny, kde Alba Patera znamená „bílý region“.